# Jägerdenkmal (Dresden)
Das Jägerdenkmal in Dresden war ein und Ehren- und Mahnmal für die Opfer und Gefallenen der Dresdner Jäger im Ersten Weltkrieg.

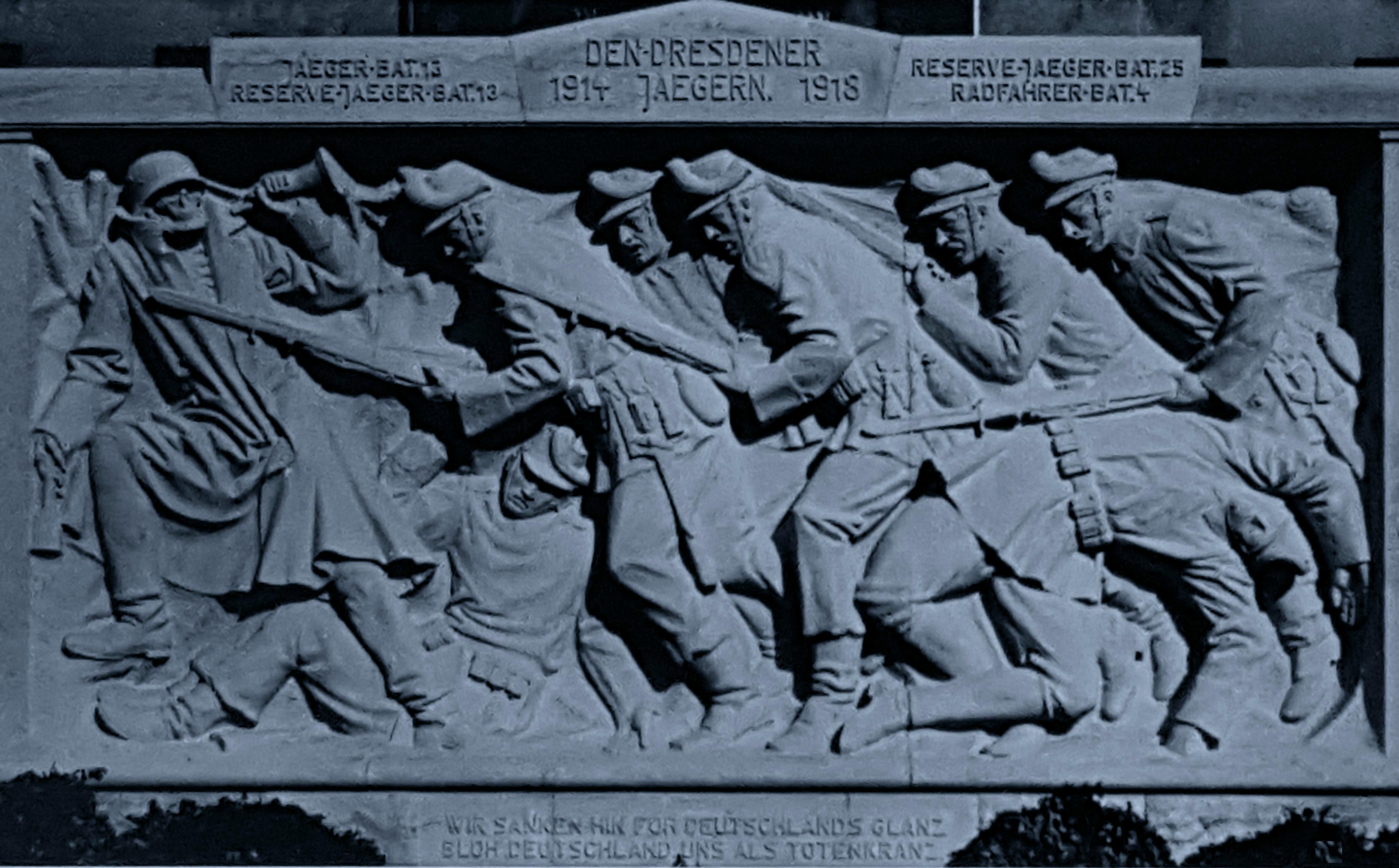
Jägerdenkmal

## Standort
In der Johannstadt in Dresden befand sich das Jägerdenkmal am heutigen Sachsenplatz am ehemaligen Haupteingang der Jägerkaserne. Diese befand sich unmittelbar an der Albertbrücke zur Sachsenallee (heute Sachsenplatz) und Käthe-Kollwitz-Ufer (Hindenburgufer) und Florian-Geyer-Straße (Marschallstraße).

## Geschichte
Die im Jahr 1882 nach Plänen der Dresdner Architekten Oswald Haenel, Bruno Adam und Fritz Opitz errichtete Kaserne wurde als militärischen Schutz zur Sicherheit an der Albertbrücke erbaut. Die schlossähnlichen Gebäude passten sich harmonisch an die vorhandene Bebauung der Umgebung an. Die Längsfront zur Elbe betrug 134 Meter, die Seitenflügel 82 Meter. Ein Exerzierhaus befand sich an der Südseite. In den Erdgeschossen waren die Wache, die Arreststuben, mehrere Unterrichts- und Diensträume sowie ein Kasino für die Oberjäger untergebracht. In den Obergeschossen befanden sich die Mannschaftsstuben, Wasch- und Schlafräume sowie ein Offizierskasino. Weiterhin gab es Räumlichkeiten als Lagerräume, Werkstätten sowie Wohnungen für Berufssoldaten. Im Kellergeschoss befanden sich die Küchen und Speiseräume der Jäger und Werkstatträumlichkeiten. Der circa 4000 Quadratmeter große Innenhof diente als Appell- und Exerzierplatz. Außerdem waren die Jäger gemeinsam mit den Pioniereinheiten bei Havarien und Hochwasser der Elbe immer in Bereitschaft. Auf Grund seiner prachtvollen und schlossartigen Bauweise sowie der damals hochmodernen Ausstattung und Ausrüstung bezeichnete man die Kaserne als schönste Kasernen Sachsens. Als das deutsche Kaiserreich seiner Bündnispflicht mit Österreich-Ungarn nachkam, zogen auch die Dresdner Jäger, das Königlich Sächsische 2. Jägerbataillon Nr. 13 in den Kampf des Ersten Weltkrieges. Die Opfer waren beträchtlich und schmerzlich, denn es wurden 61 Offiziere, 2924 Oberjäger und Jäger als gefallen oder vermisst gemeldet.

## Denkmal
Dresdner Veteranen- und Militärvereine sammelten Spenden und beauftragten den Dresdner Bildhauer Georg Wrba mit der Schaffung eines Mahn- und Ehrendenkmales. Am Wochenende des 19. und 20. September 1925 erfolgte die Einweihung des Jägerdenkmals mit einem Festgottesdienst in der Residenzstadt Dresden. Kränze hochgestellter öffentlicher Ämter, Vereine und ehemaliger Kameraden schmückten das Ehrenmal. Im Archiv des Dokumentarfilmers Ernst Hirsch befindet sich eine Filmaufnahme, die, wie auch seinerzeit der Dresdner Anzeiger das Ereignis festhielt.

## Beschreibung, Bedeutung und Abriss
Wrba setzte sich mit den Geschehnissen des Ersten Weltkrieges kritisch auseinander und schuf wie beim Ehren- und Mahnmal in Wurzen ein weiteres bedeutendes Hauptwerk. Auf drei großen Sandsteinplatten, jede wog 80 Zentner, entstand ein wandartiges überlebensgroß gestaltetes Relief mit Inschrift und figürlichen Darstellungen. Den aus Sandsteinquadern gemauerten Sockel führte die Firma Materne aus Dresden aus. Die Darstellung zeigt links symbolisch zum Angriff blasenden Tod; fünf Soldaten stürmen mit nach vorn geneigtem Oberkörper in einförmiger Haltung und leerem Gesichtsausdruck mit geöffneten Mund zum Angriff. Am linken und am unteren Rand befinden sich zwei verwundete oder auch gefallene Kameraden, welche förmlich überrannt werden. Dieses Sandsteinrelief sollte aufrütteln. Die Inschrift lautete: Den Dresdner Jaegern 1914–1918 – Reserve-Jaeger-Bat. 25 / Radfahrer-Bat. 4 – Jaeger-Bat. 13 / Reserve-Jaeger-Bat. 13. Wir sanken hin für Deutschlands Glanz / Blüh’, Deutschland, uns als Totenkranz.
Die schweren Bombardierungen Dresdens zum Ende des Zweiten Weltkrieges vom Februar bis April 1945 zerstörten die Gebäude am Sachsenplatz und auch die Jägerkaserne. Das Jägerdenkmal blieb unbeschädigt. Die neuen Machthaber stuften es nach dem Zweiten Weltkrieg als militaristisches Denkmal ein und ordneten die Beseitigung an, was am 20. Juni 1947 wurde es auf Weisung der Sowjetischen Militäradministration erfolgte. Nach unbelegten Hinweisen wurden die Reliefplatten vergraben.